# Lishu (Jixi)
Der Stadtbezirk Lishu (chinesisch 梨树区, Pinyin Líshù Qū) ist ein Stadtbezirk der bezirksfreien Stadt Jixi in der Provinz Heilongjiang der Volksrepublik China. Er hat eine Fläche von 408,9 km² und zählt 39.833 Einwohner (Stand: Zensus 2020).

## Administrative Gliederung
Auf Gemeindeebene setzt sich der Stadtbezirk aus fünf Straßenvierteln zusammen. Diese sind:
- Straßenviertel Jieli 街里街道
- Straßenviertel Muling 穆棱街道
- Straßenviertel Pinggang 平岗街道
- Straßenviertel Jianchang 碱场街道
- Straßenviertel Shilin 石磷街道